# بیلچه‌نوک‌ها
بیلچه‌نوک‌ها (نام علمی: Platyrinchus) نام یک سرده از تیره ژیان‌مرغ است.

## گونه‌ها
- بیلچه‌نوک کاکل‌دارچینی،  Platyrinchus saturatus
- بیلچه‌نوک دم‌بریده،  Platyrinchus cancrominus
- بیلچه‌نوک گلوزرد،  Platyrinchus flavigularis
- بیلچه‌نوک تاج‌طلایی،  Platyrinchus coronatus
- بیلچه‌نوک گلوسفید،  Platyrinchus mystaceus
- بیلچه‌نوک کاکل‌سفید،  Platyrinchus platyrhynchos
- بیلچه‌نوک بال‌خرمایی،  Platyrinchus leucoryphus